# PIAT
El Projector, Infantry, Anti Tank (Projector, Infanteria, Antitancs) (PIAT) Mk I era una arma antitancs britànica portable per un soldat d'infanteria, desenvolupada i produïda durant la Segona Guerra Mundial. El PIAT va ser dissenyat el 1942, en resposta de la necessitat de l'exèrcit britànic per tenir una arma antitanc efectiva, i va entrar en servei el 1943.
El PIAT estava basat en el «morter d'espiga» (de l'anglès spigot mortar), el qual utilitzava un sistema de molla i una bala al final del projectil per propulsar el projectil d'1,1 kg a una distància aproximada de 110 metres en foc directe antitancs, i una distància aproximada d'uns 320 metres en foc indirecte, amb un rol de “destructor de cases”. El PIAT tenia diverses avantatges sobre els altres tipus d'armes antitancs de l'època, com per exemple que no emetia fum en ser disparat, així no revelava la posició exacta de l'usuari i que tenia un canó molt fàcil de construir i barat; encara que tenia algunes desavantatges, com per exemple que era molt difícil amartellar l'arma, el canó era molt fràgil, tenia molt retrocés i la munició solia tenir problemes.
El PIAT va ser utilitzat per primera vegada durant la Invasió Aliada de Sicília en 1943, i va seguir en servei amb l'exèrcit britànic i les forces de la Commonwealth fins als anys 1950. Els PIAT eren enviats a altres nacions Aliades, com per exemple la Unió Soviètica (a través del programa de “Préstec i arrendament"), a la Resistència Francesa, a l'Estat Polonès Clandestí, i al Haganà d'Israel (on van ser utilitzats durant la Guerra araboisraeliana de 1948). Sis membres de l'exèrcit Britànic i de les forces de la Commonwealth van rebre la Creu Victòria pel seu ús amb el PIAT en combat.

## Desenvolupament
Al principi de la Segona Guerra Mundial, lExèrcit Britànic utilitzava 2 armes per a l'ús contra vehicles blindats: el Fusell antitancs Boys i la Granada AT No. 68. Encara que cap d'aquestes dues armes tenien gran efectivitat en la seva tasca per danyar i/o destrossar vehicles blindats. La granada No. 68 estava dissenyada per a ser disparada des del canó d'un fusell d'un soldat d'infanteria, per això es considerava que era massa petita com per a fer danys considerables a un vehicle blindat, amb el resultat de que no va ser gairebé utilitzada en la guerra. El fusell Boys també era bastant inadequat en el seu ús antitancs. Era molt pesat, el que feia que el seu ús fos difícil per a la infanteria, i va ser classificat com a obsolet; en 1940 era efectiu només a curta distància contra Automòbil blindat (militar) i tancs lleugers. I en 1941, durant l'Operació Crusader, en la campanya del nord d'Àfrica, el 8è Exèrcit Britànic no va poder abatre cap tanc alemany amb el fusell Boys.
Per aquestes deficiències antitancs en l'Exèrcit Britànic, es va començar a dissenyar el “Projector, Infantry, Anty-Tank”, és a dir, “Projecto, Infanteria, Anti Tanc”, el PIAT. El seu disseny va finalitzar en 1942, i van donar amb el que actualment es el PIAT. La seva producció va començar en Agost de 1942, amb un total de 115.000 produïts.

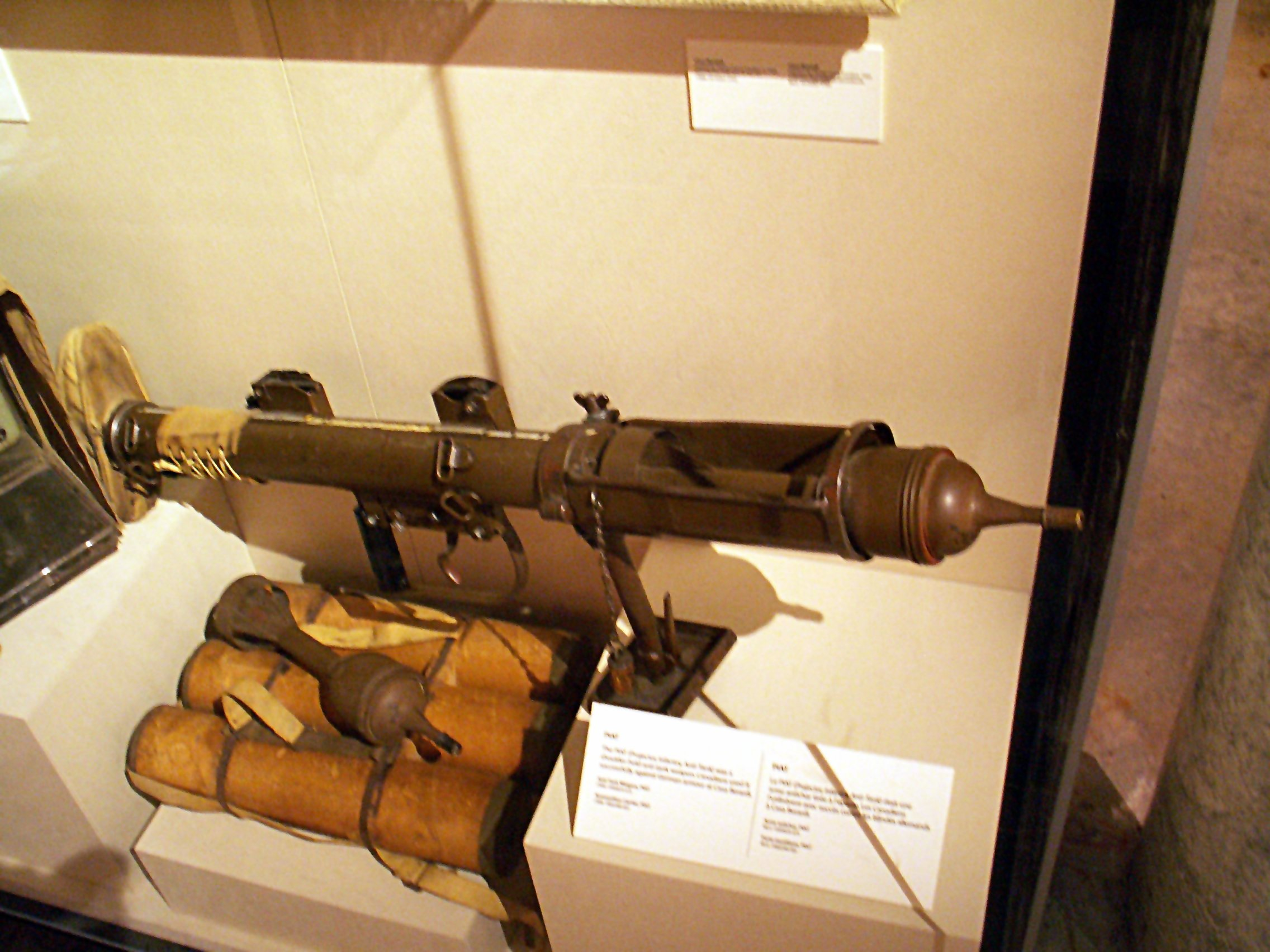
Un PIAT i una caixa de munició al Museu Canadenc de la Guerra

## Disseny

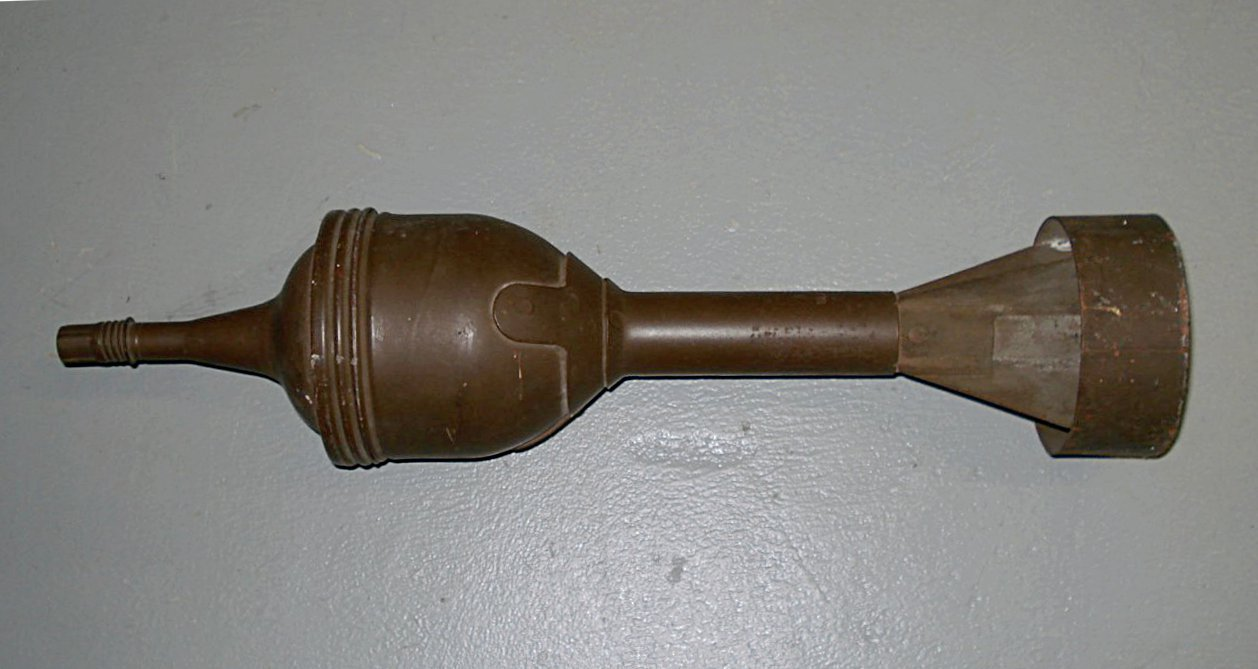
Un projectil del PIAT de tipus HEAT

El PIAT és una arma de 0,99 metres de llargada i de 15 kg de pes, amb una distància efectiva d'uns 110 metres en foc directe i una distància màxima operativa de 320 metres en foc indirecte. Podia ser transportat i operat per una sola persona, però era usualment assignat a un grup de 2 homes, amb el segon home actuant de carregador de munició i de carregador. El PIAT era un tub construït de làmines de metall, el qual contenia un sistema del gallet i una molla per disparar. Al front del arma hi ha un petit forat, pel qual és carregada la munició, i cap a la meitat del arma es troba el morter espiga, el qual baixa fins al final del arma. Disposava d'una culata bastant bàsica al final del llançador, i disposava d'una mira bastant rudimentària de tipus “Peep” (mira de ferro). Els projectils llançats des del PIAT disposaven d'unes aletes, per estabilitzar el projectil. A part, també tenien petites zones buides dintre de les aletes, plenes de combustible per al projectil.

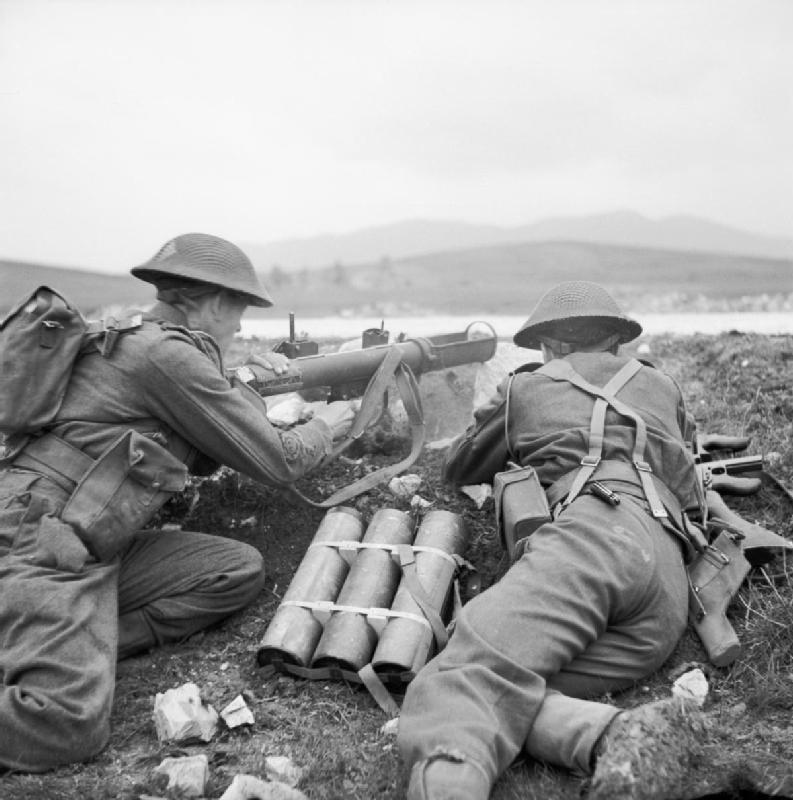
Un equip de PIAT a una galeria de tir a Tunis, 19 de febrer de 1943; abans del seu primer us en combat (invasió de Sicília), en un entrenament. També es pot veure una caixa de 3 projectils.

## Efecte
El projectil del PIAT creava un forat rodó d'aproximada ment uns 2,5 centímetres en el blindatge del tanc, en el que els materials calents de l'explosió hi poden penetrar fàcilment.

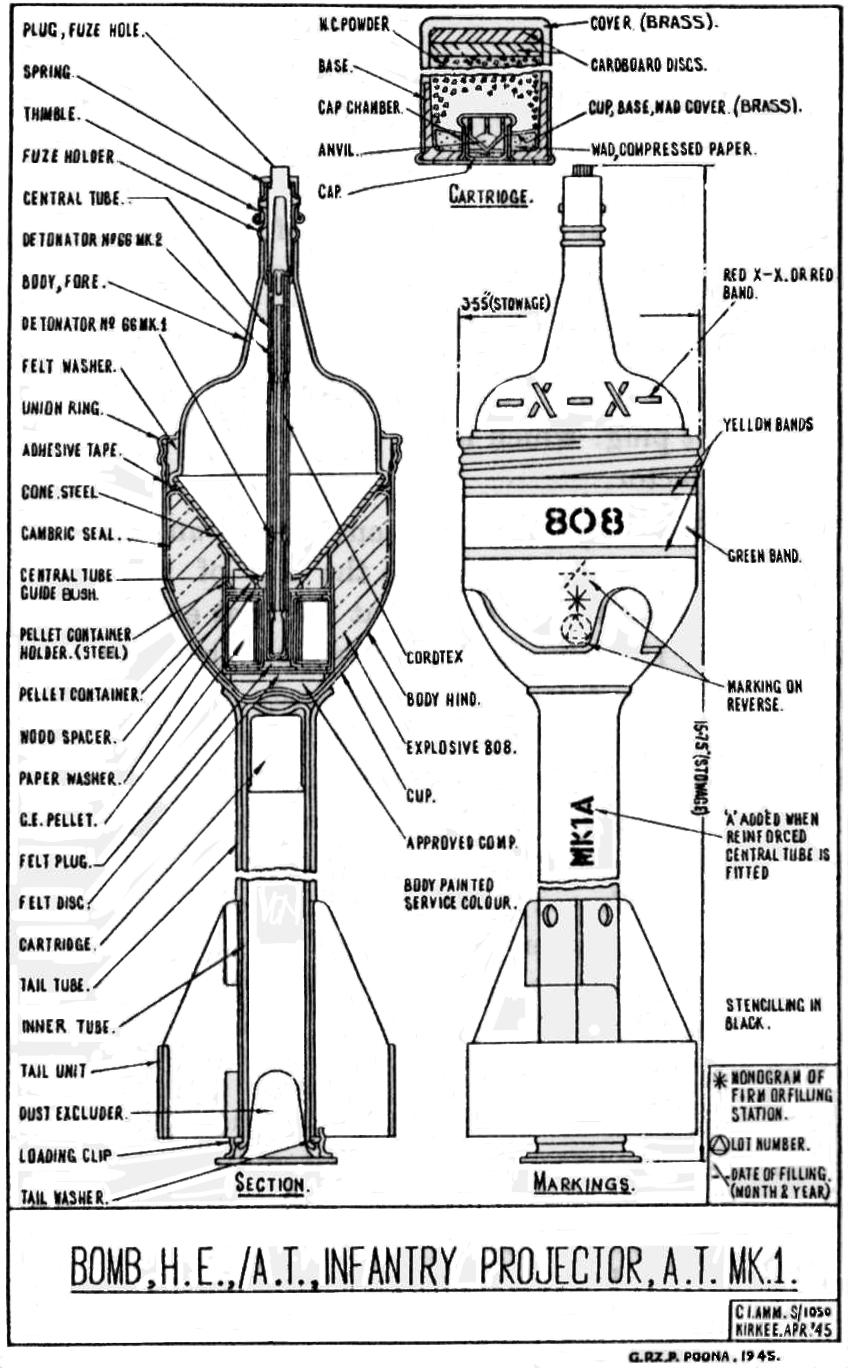
Un diagrama de 1945 del projectil del PIAT

### Segona Guerra Mundial
El PIAT va entrar en servei amb les forces britàniques i de la Commonwealth a mitjans de 1943. Les seves primeres unitats van ser enviades a les tropes canadenques a la invasió aliada de Sicília. En 1944, va ser establert com a arma antitancs de patrulla, formada per 36 homes. El PIAT estava assignat al comandament de la patrulla, juntament amb un esquadró d'un morter de 2 polsades.

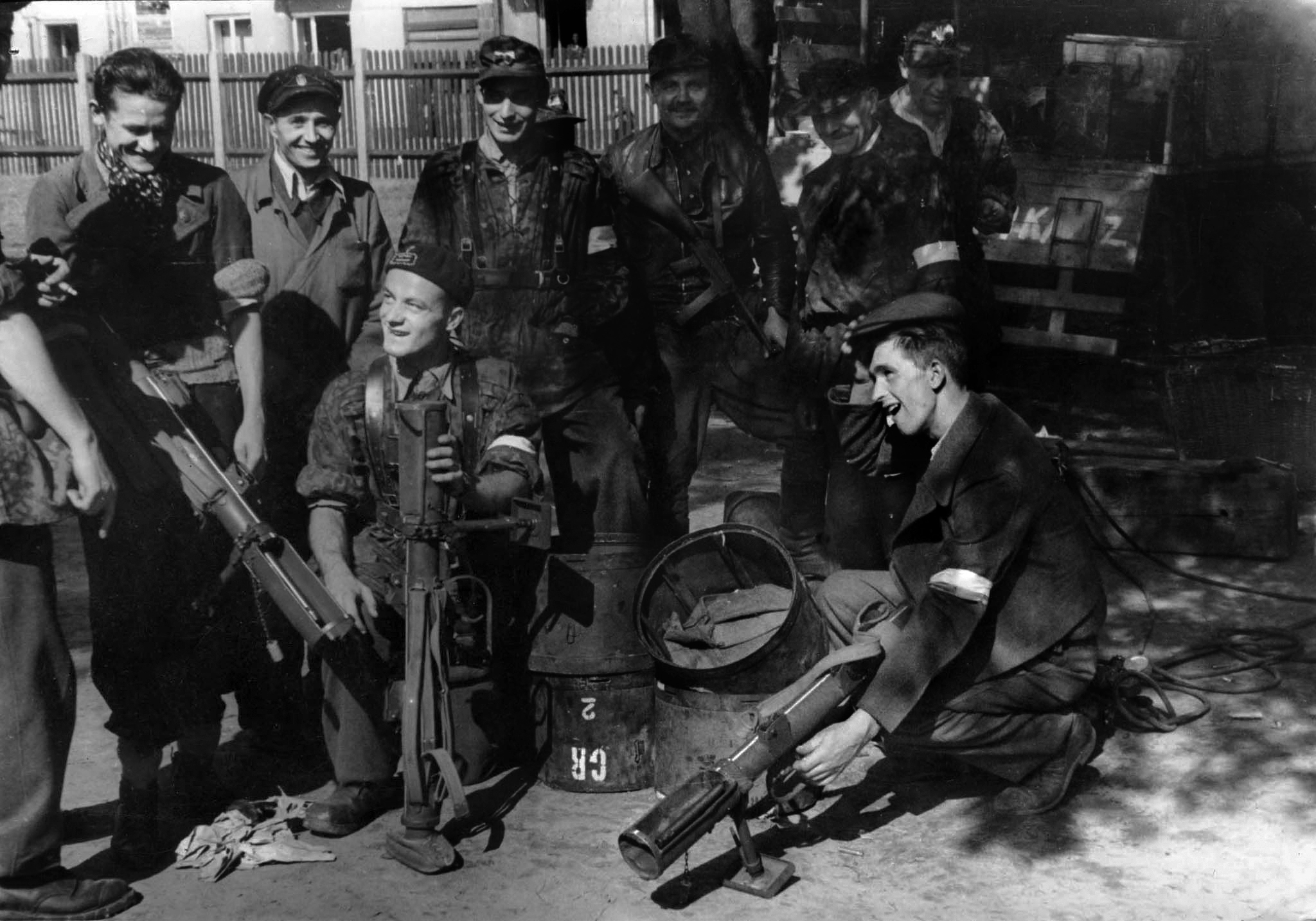
Combatents de la insurrecció de Varsòvia armats amb diversos PIAT.

El PIAT va ser utilitzat en tots els fronts de la guerra en els que les tropes britàniques i de la Commonwealth van participar.
Coma part del programa de “Préstec i arrendament”, entre octubre de 1941 i març de 1946, l'Exèrcit Roig va ser subministrat amb 1.000 PIATS i 100.000 projectils. El PIAT també va ser utilitzat per grups de la resistència a l'Europa Ocupada. Es va veure a la insurrecció de Varsòvia, ja que era una de les moltes armes de les que disposava l'Estat Polonès Clandestí, utilitzat contra les forces alemanyes. I en la França ocupada, va ser utilitzat per la Resistència Francesa, per la absència de morters o artilleria.

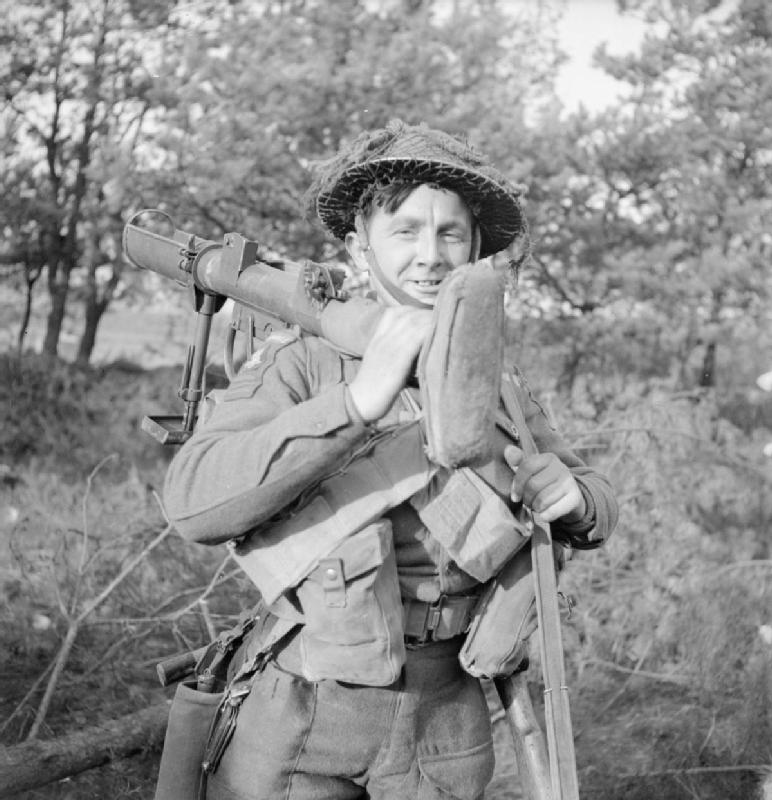
Un soldat de la unitat d'Infanteria Lleugera del Duc de Cornwall transportant un PIAT, en novembre de 1944

### Després de la Segona Guerra Mundial
Després de ser utilitzat durant la Segona Guerra Mundial per les forces britàniques i de la Commonwealth, el PIAT va seguir estant en servei fins a inicis de 1950 quan va ser reemplaçat per la granada de fusell antitancs Energa i més tard el Bazooka dels EUA. L'exèrcit australià va seguir utilitzant els PIAT als inicis de la Guerra de Corea, junt amb el Bazooka, però va ser reemplaçat ràpidament per els M 20 Super Bazooka.

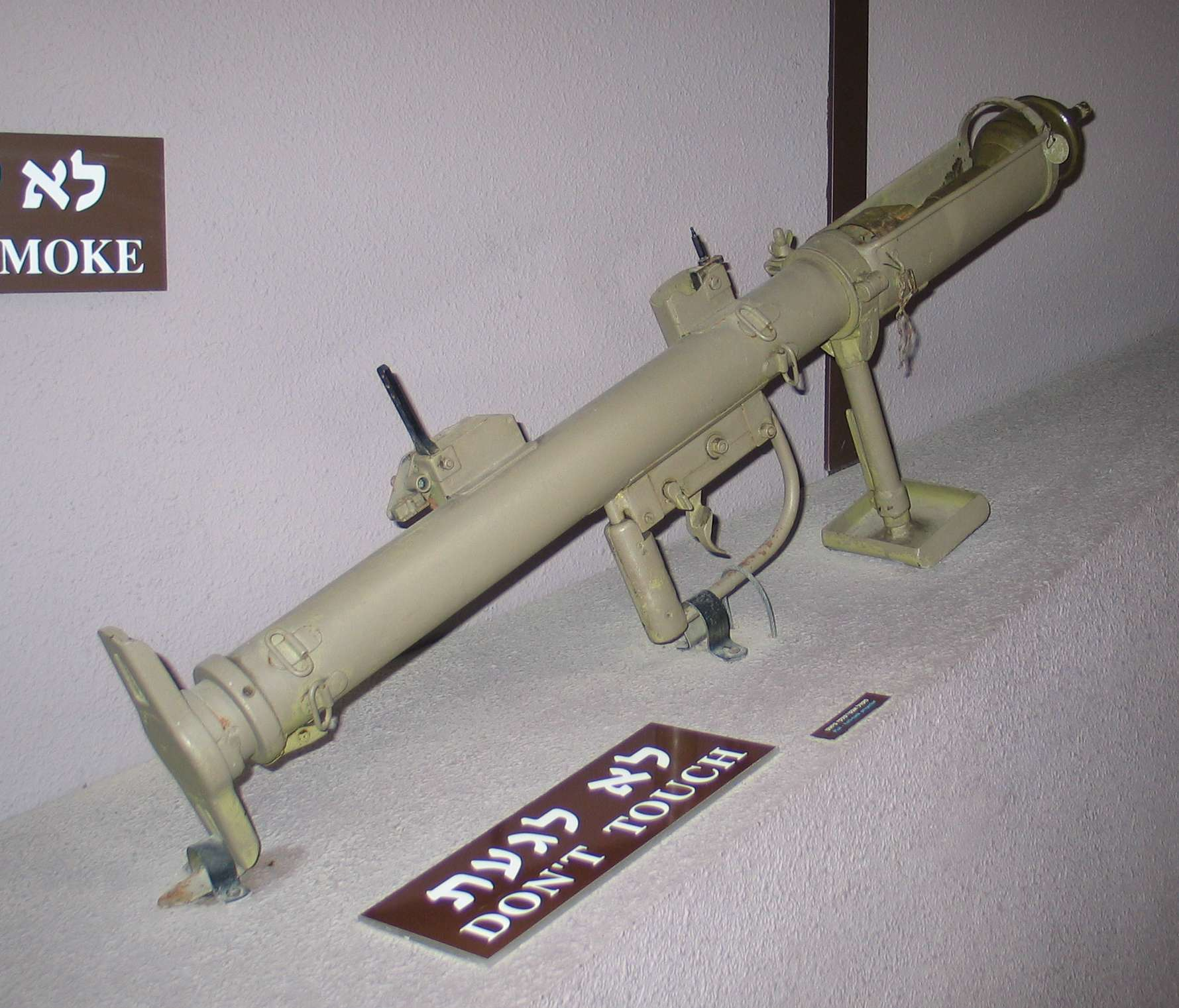
Un PIAT al museu d'Etzel, Tel-Aviv, Israel

El Haganà i el Forces de Defensa d'Israel (IDF, en les seves sigles en anglès) utilitzaven els PIAT contra els vehicles blindats àrabs, durant 1948, en la Guerra araboisraeliana de 1948.

## Usuaris
- Austràlia
- Canadà
- França Lliure[9]
- Regne de Grècia
- Índia[12]
- Israel[11]
- Itàlia (Exèrcit co-bel·ligerant italià i Resistència Italiana)[13]
- Luxemburg
- Nova Zelanda[14]
- Estat Polonès Clandestí[8]
- Unió Soviètica[7]
- Regne Unit
- República Federal Socialista de Iugoslàvia Utilitzat per Partisans (Iugoslàvia)[15]
- Malàisia
- Filipines